# Banatska Palanka
Banatska Palanka (izvirno srbsko Банатска Паланка) je naselje v Srbiji, ki upravno spada pod Občino Bela Crkva; slednja pa je del Južnobanatskega upravnega okraja.

## Demografija
V naselju živi 655 polnoletnih prebivalcev, pri čemer je njihova povprečna starost 41,4 let (40,2 pri moških in 42,6 pri ženskah). Naselje ima 227 gospodinjstev, pri čemer je povprečno število članov na gospodinjstvo 3,69.
To naselje je, glede na rezultate popisa iz leta 2002, v glavnem srbsko.
|  |

| Demografija | Demografija     | Demografija     |
| Leto        | Št. prebivalcev | Št. prebivalcev |
| ----------- | --------------- | --------------- |
|             |                 |                 |
|             |                 |                 |
|             |                 |                 |
|             |                 |                 |
| 1948        | 1323            |                 |
| 1953        | 1334            |                 |
| 1961        | 1245            |                 |
| 1971        | 1166            |                 |
| 1981        | 1095            |                 |
| 1991        | 974             | 940             |
| 2002        | 900             | 837             |
|             |                 |                 |

| Etnična sestava po popisu iz leta 2002 | Etnična sestava po popisu iz leta 2002 | Etnična sestava po popisu iz leta 2002 | Etnična sestava po popisu iz leta 2002 | Etnična sestava po popisu iz leta 2002 |
| -------------------------------------- | -------------------------------------- | -------------------------------------- | -------------------------------------- | -------------------------------------- |
| Srbi                                   | Srbi                                   |                                        | 752                                    | 89,84%                                 |
| Romuni                                 | Romuni                                 |                                        | 4                                      | 0,47%                                  |
| Madžari                                | Madžari                                |                                        | 4                                      | 0,47%                                  |
| Črnogorci                              | Črnogorci                              |                                        | 2                                      | 0,23%                                  |
| Makedonci                              | Makedonci                              |                                        | 2                                      | 0,23%                                  |
| Jugoslovani                            | Jugoslovani                            |                                        | 1                                      | 0,11%                                  |
| Neznano                                | Neznano                                |                                        | 7                                      | 0,83%                                  |